# Cohen-Macaulay-Ring
Im mathematischen Teilgebiet der kommutativen Algebra versteht man unter einem Cohen-Macaulay-Ring einen noetherschen Ring, der nicht mehr unbedingt regulär ist, dessen Tiefe aber gleich seiner Krulldimension ist. Eine Cohen-Macaulay-Singularität ist eine Singularität, deren lokaler Ring ein Cohen-Macaulay-Ring ist. Benannt wurden die Ringe nach Irvin Cohen und Francis Macaulay.
Dieser Artikel beschäftigt sich mit kommutativer Algebra. Insbesondere sind alle betrachteten Ringe kommutativ und haben ein Einselement. Ringhomomorphismen bilden Einselemente auf Einselemente ab. Für weitere Details siehe Kommutative Algebra.

## Definitionen

### Reguläre Folge
Wenn {\displaystyle M} ein Modul über einem Ring {\displaystyle R} ist, so wird ein Element {\displaystyle a\in R} regulär genannt, wenn aus {\displaystyle a\cdot x=0} für ein {\displaystyle x\in M} stets {\displaystyle x=0} folgt.
Eine Folge {\displaystyle \{a_{1},\dotsc ,a_{n}\}} von Elementen aus {\displaystyle R} heißt {\displaystyle M}-reguläre Folge, wenn folgende Bedingungen erfüllt sind:
- {\displaystyle M\neq (a_{1},\dotsc ,a_{n})M}
- Für {\displaystyle i<m} ist das Bild von {\displaystyle a_{i+1}} kein Nullteiler in {\displaystyle M/(a_{1},\dotsc ,a_{i})M}

### Tiefe eines Moduls
Wenn {\displaystyle M} ein Modul über einem Ring {\displaystyle R} ist, so ist die Tiefe {\displaystyle \mathrm {t} (M)} von {\displaystyle M} die Mächtigkeit einer maximalen {\displaystyle M}-regulären Folge von Elementen aus {\displaystyle R}.

### Dimension eines Moduls
Die Dimension {\displaystyle \mathrm {dim} (M)} eines Moduls {\displaystyle M} über einem Ring {\displaystyle R} ist definiert als die Krulldimension von {\displaystyle R/\mathrm {Ann} (M)}. ({\displaystyle \mathrm {Ann} (M)} ist der Annihilator von M.)
Ist {\displaystyle M} ein endlich erzeugter Modul über einem noetherschen Ring, so gilt:
{\displaystyle \mathrm {dim} (M)=\mathrm {max} \{\mathrm {dim} (R/p)|p\in \mathrm {Ass} (M)\}=\mathrm {max} \{\mathrm {dim} (R/p)|p\in \mathrm {Supp} (M)\}}
(Zur Notation: {\displaystyle \mathrm {Ass} (M)} bezeichnet die Menge der zu {\displaystyle M} assoziierten Primideale, {\displaystyle \mathrm {Supp} (M)} den Träger des Moduls.)
Für einen endlich erzeugten Modul {\displaystyle M} über einem noetherschen lokalen Ring {\displaystyle R} gilt sogar:
{\displaystyle \mathrm {t} (M_{m})\leq \mathrm {min} \{\mathrm {dim} (R/p)|p\in \mathrm {Ass} (M)\}\leq \mathrm {dim} (M)}

### Cohen-Macaulay
Ein endlich erzeugter Modul {\displaystyle M} über einem noetherschen Ring {\displaystyle R} heißt Cohen-Macaulay-Modul, wenn für alle maximalen Ideale {\displaystyle m} von {\displaystyle R} gilt:
{\displaystyle \mathrm {t} (M_{m})=\mathrm {dim} (M_{m})}
{\displaystyle R} heißt Cohen-Macaulay-Ring, wenn {\displaystyle R} als {\displaystyle R}-Modul ein Cohen-Macaulay-Modul ist.

## Cohen-Macaulay-Ringe
- Jede Lokalisierung eines Cohen-Macaulay-Rings ist ein Cohen-Macaulay-Ring.
- Jeder 0-dimensionale noethersche Ring ist ein Cohen-Macaulay-Ring.
- Jeder reduzierte noethersche eindimensionale Ring ist ein Cohen-Macaulay-Ring.
- Jeder reguläre noethersche Ring ist ein Cohen-Macaulay-Ring.
- Jeder Gorensteinring ist ein Cohen-Macaulay-Ring.
- Jeder Cohen-Macaulay-Ring ist ein Kettenring.

## Beispiele
- Ist {\displaystyle K} ein Körper, so wird die Varietät, die aus der X-Achse und der Y-Achse besteht, durch den Koordinatenring {\displaystyle K[x,y]/(x\cdot y)} beschrieben.

Der Schnittpunkt wird durch den Ring
{\displaystyle R=(K[x,y]/(x\cdot y))_{(x,y)}}
beschrieben. Er ist eine Singularität, denn {\displaystyle R} ist eindimensional, aber das maximale Ideal von {\displaystyle R} kann nur durch zwei Elemente erzeugt werden. Andererseits ist {\displaystyle R} ein Cohen-Macaulay-Ring (sogar Gorenstein), da das maximale Ideal nicht nur Nullteiler enthält.
- Eine kompliziertere Singularität besteht im Ring

{\displaystyle K[x,y]/(x^{2},x\cdot y)}
Der zu der Singularität gehörige lokale Ring
{\displaystyle (K[x,y]/(x^{2},x\cdot y))_{(x,y)}}
ist kein Cohen-Macaulay-Ring. Er ist eindimensional, aber das maximale Ideal besteht nur aus Nullteilern, es gibt also keine reguläre Folge.